# 中川原邦治
中川原 邦治（なかがわら くにはる、1955年7月27日 - ）は、福岡県出身のプロゴルファー。

## 来歴
1979年にプロ入りし、1982年の群馬県オープンでは初日を小林富士夫・土山録志に次ぐと同時に草壁政治・鷹巣南雄・石井裕士と並んでの3位タイでスタートした。
1983年のブリヂストントーナメントでは初日を松井角次・出口栄太郎と並んでの8位タイでスタートし、2日目には川田時志春と並んでの10位タイに着けた。
1984年には東急大分オープンで優勝し、九州オープンでは渋谷稔也・鈴木規夫・秋富由利夫・白石達哉に次ぐと同時に上田鉄弘・池原厚と並んでの5位タイに入った。
1988年の山口オープンでは初日に宮田孝誠と共に68をマークして7位タイでスタートし、最終日には69をマークして奥田靖己と並んでの3位タイに入った。
1990年の日本プロでは初日を福沢孝秋・須貝昇・河村雅之・渡辺修・入野太・岩下吉久と共に3アンダー69の7位タイでスタートし、九州オープンでは2日目を69をマークして蔵岡伸二・川上典一と並んでの7位タイに着けた。
1990年の千葉オープンでは初日に67をマークして3位でスタートし、最終日には長谷川勝治と並んでの2位タイに入った。
1995年のNST新潟オープンを最後にレギュラーツアーから引退。

## 主な優勝
- 1984年 - 東急大分オープン